# St. Brigids GAA Club
Il St. Brigids GAA Club (Naomh Bríd CLG in gaelico irlandese) è un club di sport gaelici situato nelle parrocchie di Kiltoom e Cam, nella zona meridionale del Roscommon, Irlanda. Giocano in tenuta verde-rossa nel campo di Newpark, a Kiltoom. Fondato nel 1944, il club organizza ed allestisce squadre di vari sport per tutta l'area rurale della zona, sia di Kiltoom che Cam che comunità limitrofe, in particolare di calcio gaelico e calcio gaelico femminile dalle categorie under 8 fino alle senior per entrambe le discipline.
Nonostante la fondazione relativamente recente rispetto ad altri club della provincia, in particolare di Galway e Mayo, nonché il bacino cui afferisce di una zona particolarmente rurale, il St. Brigids è un club di notevole importanza e prestigio per traguardi conseguiti. Club di appartenenza di uno dei più acclamati giocatori della storia, Gerry O'Malley, per gran parte della sua storia il St. Brigids ha vinto solo titoli di contea, inserendosi tra le squadre più importanti del Roscommon. Dopo tre titoli negli anni '50 e due negli anni '60, è iniziato un periodo di lungo digiuno interrotto solo da una vittoria nel 1997. 
La vera epoca d'oro del club è iniziata dal 2005, dove il St. Brigids è tornato ad imporsi non solo a livello di contea (otto titoli in pochi anni che li hanno fatti balzare secondi nella graduatoria del Roscommon), ma cominciando a vincere anche trofei maggiori in ambito provinciale (ben 4) sino alla prestigiosa vittoria della finale All-Ireland: il giorno di San Patrizio del 2013, il club si è aggiudicato a Croke Park il titolo nazionale battendo il Ballymun Kickhams in una partita serratissima e grazie soltanto ad un punto tra i pali allo scadere di Frankie Dolan, che ha fissato il punteggio sul 2–11 a 2–10 in favore di Brigids.
Prima della vittoria in ambito nazionale, il St. Brigids aveva comunque già fatto parlare di se per gli impressionanti risultati ottenuti: nel 2005, vero e proprio anno della rinascita, il club divenne il primo nella contea ad aggiudicarsi i titoli, Senior, U21 e Minor sia a livello maschile che femminile in una sola stagione. 
Il 25 novembre 2012, il St. Brigids si aggiudicò il terzo titolo provinciale Senior del Connacht di fila, battendo Ballaghaderreen 1–12 a 0–6 e divenendo il secondo club del Connacht della storia a riuscire nell'impresa. Gli U-21 hanno fissato un altro importante record, vincendo ben 8 titoli di contea di fila tra il 2002 ed il 2009.

## Albo d'oro
- Roscommon Senior Football Championship: 14
  - 1953, 1958, 1959, 1963, 1969, 1997, 2005, 2006, 2007, 2010, 2011, 2012,[5] 2013,[6] 2014[7]
- Connacht Senior Club Football Championship: 4
  - 2006, 2010, 2011, 2012[8]
- All-Ireland Senior Club Football Championship: 1
  - 2013